# Eustachys tenera
Eustachys tenera là một loài thực vật có hoa trong họ Hòa thảo. Loài này được (J.S.Presl) A.Camus mô tả khoa học đầu tiên năm 1925.